# Giro d’Italia 1979
Der 62. Giro d’Italia wurde in 20 Abschnitten und 3301 Kilometern vom 17. Mai bis zum 6. Juni 1979 ausgetragen und vom Italiener Giuseppe Saronni gewonnen. Von den 130 gestarteten Fahrern erreichten 111 das Ziel in Mailand. Bemerkenswert war die Anzahl der Einzelzeitfahren. Es gab insgesamt fünf Prüfungen gegen die Uhr, darunter einen Prolog.

## Verlauf
| Etappe | von              | nach              | km       | Sieger              | Maglia rosa      |
| ------ | ---------------- | ----------------- | -------- | ------------------- | ---------------- |
| Prolog | Florenz          | Florenz           | 8 (EZF)  | Francesco Moser     | Francesco Moser  |
| 1      | Florenz          | Perugia           | 156      | Mario Beccia        | Francesco Moser  |
| 2      | Perugia          | Castel Gandolfo   | 204      | Roger De Vlaeminck  | Francesco Moser  |
| 3      | Caserta          | Neapel            | 30 (EZF) | Francesco Moser     | Francesco Moser  |
| 4      | Caserta          | Potenza           | 210      | Claudio Bortolotto  | Francesco Moser  |
| 5      | Potenza          | Vieste            | 223      | Giuseppe Saronni    | Francesco Moser  |
| 6      | Vieste           | Chieti            | 260      | Bruno Wolfer        | Francesco Moser  |
| 7      | Chieti           | Pesaro            | 252      | Alan van Heerden    | Francesco Moser  |
| 8      | Rimini           | San Marino (SMR)  | 28 (EZF) | Giuseppe Saronni    | Giuseppe Saronni |
| 9      | San Marino (SMR) | Pistoia           | 248      | Roger De Vlaeminck  | Giuseppe Saronni |
| 10     | Lerici           | Porto Venere      | 25 (EZF) | Knut Knudsen        | Giuseppe Saronni |
| 11     | La Spezia        | Voghera           | 212      | Bernt Johansson     | Giuseppe Saronni |
| 12     | Alessandria      | Saint-Vincent     | 204      | Roger De Vlaeminck  | Giuseppe Saronni |
| 13     | Aosta            | Meda              | 229      | Dino Porrin         | Giuseppe Saronni |
| 14     | Meda             | Bosco Chiesanuova | 212      | Bernt Johansson     | Giuseppe Saronni |
| 15     | Verona           | Treviso           | 121      | Giuseppe Martinelli | Giuseppe Saronni |
| 16     | Treviso          | Pieve di Cadore   | 195      | Roberto Ceruti      | Giuseppe Saronni |
| 17     | Pieve di Cadore  | Trient            | 194      | Francesco Moser     | Giuseppe Saronni |
| 18     | Trient           | Barzio            | 245      | Amilcare Sgalbazzi  | Giuseppe Saronni |
| 19     | Cesano Maderno   | Mailand           | 44 (EZF) | Giuseppe Saronni    | Giuseppe Saronni |

## Endstände
| Sieger           | Giuseppe Saronni           | 89:29:18 h  |
| Zweiter          | Francesco Moser            | + 2:09 min  |
| Dritter          | Bernt Johansson            | + 5:13 min  |
| Vierter          | Michel Laurent             | + 5:31 min  |
| Fünfter          | Silvano Contini            | + 7:33 min  |
| Sechster         | Mario Beccia               | + 7:50 min  |
| Siebter          | Fausto Bertoglio           | + 11:27 min |
| Achter           | Josef Fuchs                | + 13:07 min |
| Neunter          | Godi Schmutz               | + 14:16 min |
| Zehnter          | Roberto Visentini          | + 16:11 min |
| Punktewertung    | Giuseppe Saronni           | 275 P.      |
| Zweiter          | Francesco Moser            | 274 P.      |
| Dritter          | Bernt Johansson            | 260 P.      |
| Bergwertung      | Claudio Bortolotto         | 495 P.      |
| Zweiter          | Beat Breu                  | 330 P.      |
| Dritter          | Bernt Johansson            | 300 P.      |
| Nachwuchswertung | Silvano Contini            | 89:36:51 h  |
| Teamwertung      | Sanson–Luxor TV–Campagnolo | 325:52:53 h |
| Zweiter          | SCIC-Bottecchia            |             |
| Dritter          | Magniflex-Famcucine        |             |